# オベロイ・トライデント
オベロイ・トライデント（Oberoi Trident）は、インドのムンバイにある五つ星ホテルである。333の客室がある。オベロイ・ホテルズ&リゾーツにより保有されている。
2008年11月26日のムンバイ同時多発テロにおいて、 テロリストに占領され、40人の人質が取られた。